# Ermolao Barbaro
Hermolao o Ermolao Barbaro o Hermolaus Barbarus (Venecia, 21 de mayo de 1454-Roma, 14 de junio de 1493) fue un destacado humanista, profesor y diplomático italiano del Renacimiento.
Son conocidos y renombrados sus comentarios a la Ética y la Política, entre otras obras de Aristóteles. También tradujo y comentó a Dioscórides y Temistio, y editó y corrigió (Castigationes Plinaniae), la Historia Natural de Plinio el Viejo (Roma, 1492).

## Educación
Ermolao Barbaro nació en Venecia, hijo de Zaccaria Barbaro y nieto de Francesco Barbaro. También fue tío de Daniele Barbaro y de Marcantonio Barbaro
Gran parte de su educación temprana fue fuera de Venecia, acompañando a su padre, que era un político y diplomático activo. Recibió más educación en Verona con un tío, también llamado Ermolao. En 1462 fue enviado a Roma para perfeccionar su conocimiento del latín y el griego, donde fue instruido por Pomponius Laetus y Theodorus Gaza. En 1468 ya había regresado a Verona, donde Federico III le otorgó una corona de laurel por su poesía.
De 1471 a 1473 siguió a Nápoles a su padre, titular de la embajada veneciana, y a los dieciocho años escribió su primera obra, De Caelibatu. A los veinte tradujo todo Temistio, y publicó esta obra en paráfrasis en 1481. Completó sus estudios en la Universidad de Padua, donde se doctoró en artes en 1474 y de la que también fue profesor de ética hasta que se doctoró también en derecho civil y canónico en 1477. Tradujo la Retórica de Aristóteles en 1478. Un año más tarde volvió a visitar Venecia, pero regresó a Padua cuando estalló la peste en su ciudad natal.

## Carrera

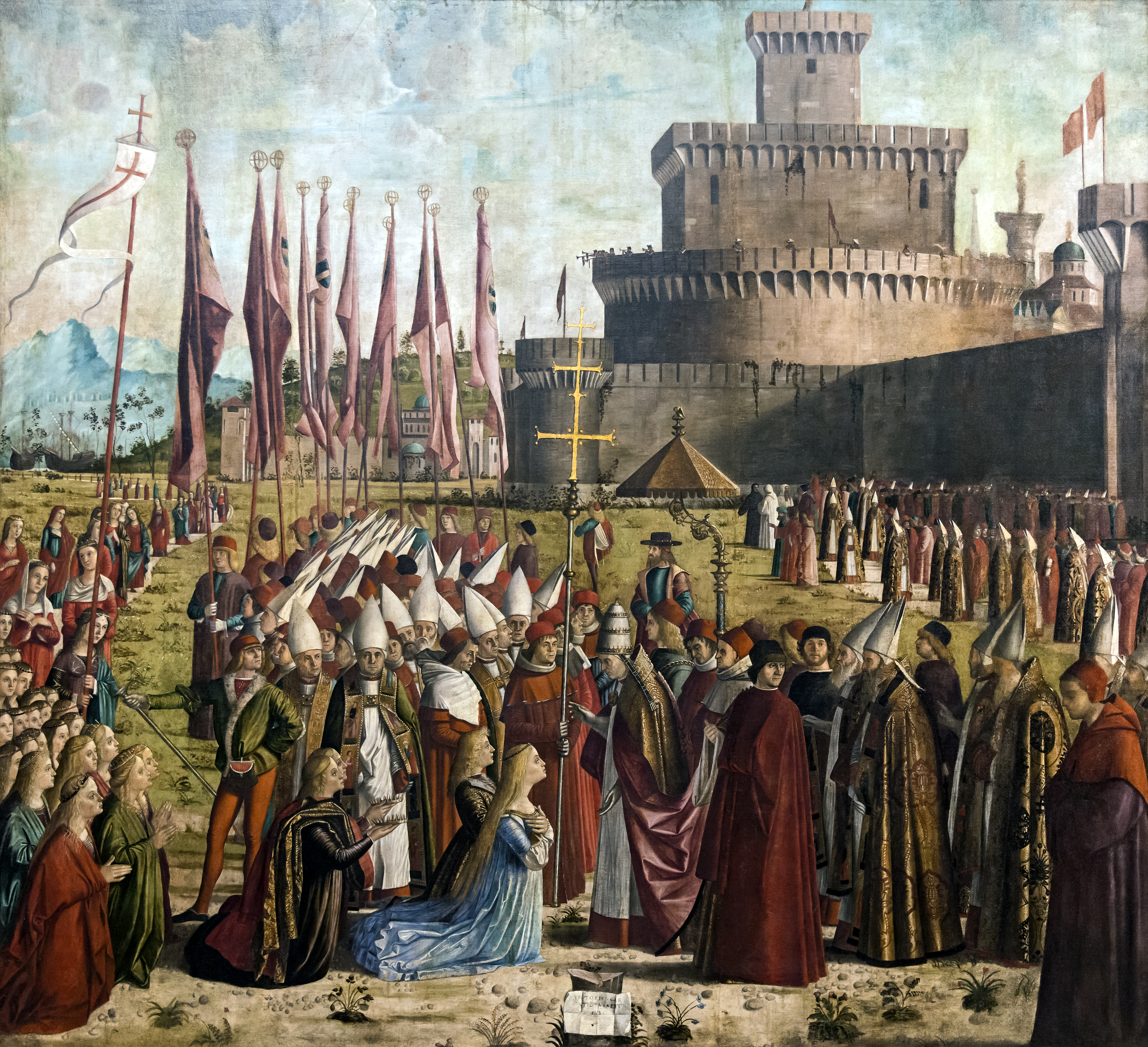
La vida de S. Úrsula: Los peregrinos se encuentran con el Papa, obra de Vittore Carpaccio. Barbaro, con ropaje rojo, en el centro

Bárbaro tuvo una carrera política activa, aunque le molestaban esos deberes como una distracción de sus estudios. El senado de Venecia le encomendó diversos encargos, misiones y negociaciones y para realizar esos encargos abandonó la enseñanza en 1479 y acompañó a su padre en una misión diplomática en Roma, donde permaneció entre 1480 y 1481.
En 1483 fue promovido y elegido para el Senado de la República de Venecia. Tenía veinte años cuando pronunció la oración fúnebre por el dogo Nicholas Marcello. En 1485 volvió a una nueva embajada con su padre a Milán.
Su primer encargo diplomático autónomo llegó en 1486 cuando, estando con Domenico Trevisano,  fue enviado a la corte del Ducado de Borgoña en Brujas. en representación de la Serenísima República con ocasión de los festejos de coronación como «Rey de Romanos» de Maximiliano de Habsburgo, y con tal motivo fue investido caballero.
En 1488 ocupó el importante cargo civil de Savio di Terrafirma. y también fue nombrado finalmente embajador residente en Milan, donde se acreditó el 23 de marzo de 1488; permaneció en ese cargo hasta abril de 1489. Su óptima gestión en tiempos tan turbulentos como los de Ludovico el Moro,le valió un año después, en abril de 1490, el cargo de embajador en Roma en la corte de  Inocencio VIII. En 1491, el papa lo designó para el importante puesto de Patriarca de Aquilea.
Según la ley veneciana, era ilegal que los embajadores aceptaran obsequios o cargos de jefes de Estado extranjeros. También hubo una disputa entre Venecia y el Papado sobre quién debía nominar a los Patriarcas de Aquileia. Barbaro fue acusado de traición y el Senado de Venecia le ordenó que rechazara el cargo.  El papa Inocencio y su sucesor Alejandro VI amenazaron con excomulgar a Bárbaro si renunciaba como Patriarca de Aquileia.
El Senado veneciano revocó el nombramiento de Barbaro como embajador y lo exilió de Venecia. Amenazaron lo mismo con su padre, Zaccaria, así como con la confiscación de las propiedades de ambos, pero Zaccaria murió poco después.
Bárbaro vivió entonces en una villa romana en la colina de Pincio, perteneciente a sus hermanos Daniele y Ludovico. Murió allí de la peste en 1493 y fue enterrado en la iglesia de Santa María del Popolo. Ferdinando Ughelli menciona una inscripción de Barbaro allí, pero se perdió en 1758. Valeriano escribió un homenaje a Barbaro.

## Obras académicas
Bárbaro editó y tradujo una serie de obras clásicas: Ética y política de Aristóteles (1474); Rhetorica de Aristóteles (1479); Paraphrases de Themistius de ciertas obras de Aristóteles (1481); Castigationes in Pomponium Melam (1493).
Su propia obra, De Coelibatu fue menos influyente, pero su Castigationes Plinianae, publicada en Roma en 1492 por Eucharius Silber, fue quizás su trabajo más influyente. En esta discusión sobre la Historia Natural de Plinio el Viejo, Barbaro hizo 5000 correcciones al texto. La obra fue escrita en solo veinte meses y dedicada al entonces recién elegido papa Alejandro VI. Castigationes Plinianae  fue considerada por los contemporáneos de Barbaro como el trabajo más autorizado sobre Plinio. Incluso antes de su muerte, fue considerado una autoridad en las obras griegas y latinas de la antigüedad. Erasmus citaba con frecuencia las obras de Barbaro, a menudo con respeto.
Sus cartas a Giovanni Pico también se difundieron ampliamente. Gran parte de su trabajo fue publicado después de su muerte:  In Dioscuridem Corollarii libri quinque, un trabajo sobre Dioscorides, en 1516; sus traducciones de Aristóteles en 1544, y el Compendium Scientae Naturalis en 1545.
El trabajo de Barbaro, De Officio Legati, fue representativo de una revolución en la conducción de la diplomacia que tuvo lugar durante el Renacimiento.[cita requerida]